# 홍윤기 (시인)
홍윤기(洪潤基, 1933년 9월 27일 ~ )는 대한민국의 시인이다. 서울 출생의 한국외국어대 영어과를 졸업하고 일본 센슈대학 대학원에서 수학했다. 호는 구암(龜岩)이다.

## 활동의 시작
1958년부터 1959년도에 '현대문학'지에 시 ｢석류사초｣(1958), ｢비둘기｣(1959), ｢신령지의 노래｣(1959)가 추천 완료되었고, 올랐던 시 <비둘기> 이 박두진 시인에게 추천되었다. 1959년 <서울신문>에 「해바라기」로 당선되어 문단에 나오게 되었다. <신춘시> 동인으로 활동하기도 했다.

## 수상 경력과 저서들
『내가 처음 너에게 던진 것은』은 제 24회 한국문학상 시부문을 수상하였다. 『수수한 꽃이여』 등 다수의 시집과 『한국현대시 해설』 『시창작법』 『일본속의 백제, 구다라』 등 다수의 저서를 발간하였다. 자연이나 일상세계의 초점을 잘 포착하여 빈틈없는 구성으로 형상화했다는 평가를 받고 있다. 활발한 시 창작과 아울러 현대시의 대중적 보급을 위해 힘썼는데, 시 해설집 『한국현대시 이해와 감상』(1987) 및 『시 창작법』(1993) 등은 그 결실이다.

## 근황
현재는 한국외국어대학교 글로벌캠퍼스에서 교양학부의 외래교수로서 [일본사회와 문화]를 담당하고 있으며 동시에 천안시에 있는 국제뇌교육종합대학원대학교 국학과 석좌교수로서 [일본 고대사]를 담당하여 후진 양성에 힘쓰고 있다. 시인인 동시에 일본고대사 학자로서 매년 일본에 가서도 일본고대와 한국고대의 연관성을 특강하고 있다. 현재 일본 교토 소재 리츠메이칸 대학교 초빙 교수로 있다.

## 같이 보기
- 김용운
- 주강현
- 이광훈
- 유홍준
- 윤건차
- 내가 처음 너에게 던진 것은
- 강상중
- 최근 기사